# نحن الملكية

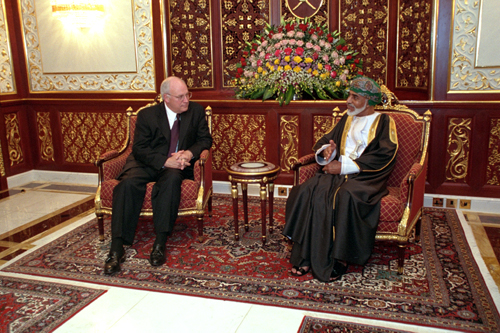

نَحْنُ الملكيَّة  (بالإنجليزية: Royal we) أو جمع التجليل (باللاتينية: pluralis majestatis) يعني استخدام ضميرِ المتكلم في صيغة الجمع أو الفعل المُصرَّف في صيغة المتكلمين (على سبيل المثال، نَقول بدلًا من أقول) من قبل شخص واحد ذي منصب رفيع كعاهل أو ملك أو سلطان أو زعيم ديني (مثل البابا أو الأسقف).
المتحدثون الذين يستعملون النحن الملكية يستخدمون ضمائر أو أفعالًا في صيغة الجمع للدلالة على مفرد. على سبيل المثال، النظام الأساسي في عمان يفتتح بـ"بسم الله الرحمن الرحيم

نحن قابوس بن سعيد سلطان عمان...رسمنا بما هو آت.". على الرغم من أن "قابوس بن سعيد" هو شخص واحد وبذلك يُعتبر مفردًا نحويًّا، لكنًّ استخدام ضمير المتكلم والفعل "رسم" في صيغة الجمع نوع من أنواع التجليل والتعظيم.